# Marguerite Gardiner
Marguerite Gardiner, condessa de Blessington (Clonmel, 1 de setembro de 1789 - Paris, 4 de junho de 1849) foi uma romancista, jornalista e anfitriã de círculo literário irlandesa.

## Juventude
Nasceu perto de Clonmel, no condado de Tipperary, Irlanda, e era filha de Edmund Power, um pequeno agricultor. A sua infância foi pouco feliz devido ao carácter e à pobreza do seu pai. Com quinze anos de idade, foi obrigada a casar com o capitão Maurice St. Leger Farmer, um oficial inglês cujos hábitos alcoólicos acabaram por o endividar e levar à prisão de King's Bench, onde morreu em outubro de 1817.
No entanto, já antes da morte do marido, Marguerite tinha-o deixado, indo viver para Hampshire, onde conheceu ao conde irlandês Charles John Gardiner, o primeiro conde de Blessington, um viúvo com quatro filhos (dois legítimos), que era sete anos mais novo do que ela. Casaram-se na igreja de St Mary's, em Bryanston Square, Marylebone, no dia 16 de fevereiro de 1818, apenas quatro meses após a morte do primeiro marido.
De excepcional beleza, encanto e talento, Lady Blessington distinguiu-se também pela sua generosidade e pelos seus gostos extravagantes, que compartilhava com o marido, o que resultou em dívidas e hipotecas sobre as suas propriedades. 

## OGrand Tour

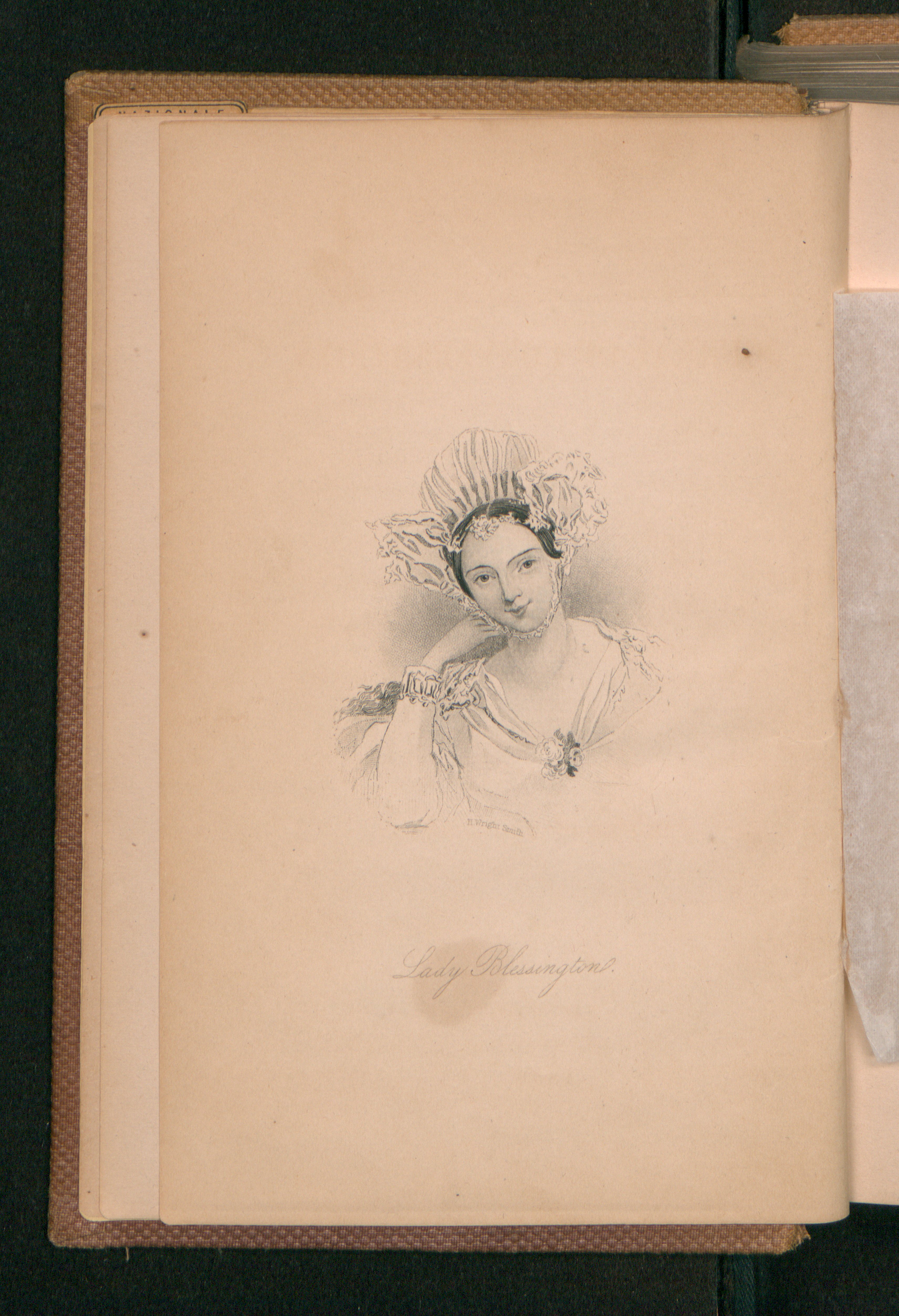
Journal of conversation with Lord Byron, 1859

A 25 de agosto de 1822, Marguerite e o marido empreenderam uma viagem pelo continente, acompanhados pela irmã mais nova de Marguerite, Mary Anne, de vinte e um anos, e vários criados. De passagem por Avinhão, encontraram o conde D'Orsay, que fora já apresentado a Lady Blessington em Londres. Os viajantes permaneceram em Génova durante quatro meses, onde conviveram com Lord Byron, o que deu a Lady Blessington material para as suas Conversations with Lord Byron.  
Depois, seguiram para Nápoles, onde Margaret conheceu o escritor irlandês Richard Robert Madden, que seria seu biógrafo. Passaram também algum tempo em Florença com Walter Savage Landor, autor de Imaginary Conversations, que ela admirava muito.
Em Itália, no dia 1 de dezembro de 1827, o conde D'Orsay casou-se com Harriet Gardiner, a única filha de Lord Blessington, do seu anterior casamento. No entanto, Harriet e d'Orsay não ficaram juntos muito tempo. 
Os Blessington e os recém-casados seguiram para Paris no final de 1828, ficando hospedados no Hôtel Maréchal Ney, onde o conde Blessington morreu de forma repentina, aos 46 anos de idade, de um ataque de apoplexia. 

## Salão literário
D'Orsay, que acabava de separar-se da sua mulher, acompanhou Lady Blessington no seu regresso a Inglaterra e ficou a viver com ela até à sua morte. A casa onde ambos viviam, primeiro em Seamore Place e depois em Gore House, Kensington converteu-se num centro mundano para os ilustres da literatura, das artes, da ciência e da moda.
Depois da morte do marido, Marguerite contribuiu para várias publicações periódicas e escreveu romance, para complementar os seus parcos rendimentos. Durante vários anos editou The Book of Beauty e The Keepsake, dois anuários populares à época. Em 1834, publicou as suas Conversations with Lord Byron. Os seus livros Idler in Italy (1839-1840) e Idler in France (1841) foram populares pelos episódios de bisbilhotice social e pelas descrições da natureza e do sentimento.
No início de 1849, o conde D'Orsay deixou Gore House para fugir aos seus credores; os móveis e a decoração foram vendidos em hasta pública, para que Lady Blessington pudesse saldar as suas dívidas e juntar-se ao conde em Paris, onde morreu no dia 4 de junho de 1849, de ataque cardíaco.